# Joe Jusko
Joe Jusko (New York, 1º settembre 1959) è un artista e illustratore statunitense.
Ha collaborato Marvel Masterpieces Trading Cards e 125 Art of Edgar Rice Burroughs trading cards.

## Carriera
Joe Jusko nacque a New York nel 1959 e sin da bambino dimostrò una grande passione per i fumetti e il disegno, apprezzando in particolare le opere di John Buscema.
Proprio per mettere a frutto questa sua propensione all'illustrazione, frequentò la High School of Art & Design di New York City dove si diplomò ottenendo anche il DC Comics Award of Excellence in Cartooning.
Invece di proseguire gli studi, Joe preferì entrare subito nel mondo del lavoro e riuscì ad aggiudicarsi un apprendistato di 5 mesi presso la Heavy Metal Magazine, per la quale realizzò la sua prima copertina nel 1977.
Il lavoro alla Heavy Metal gli consentì anche di stabilire dei contatti con altri professionisti del settore: fu così che conobbe Rick Marshall, magazine editor alla Marvel Comics, che gli affidò l'incarico di dipingere una copertina per, dando inizio a una lunga e proficua collaborazione.
Nei primi tempi, comunque, per potersi mantenere, Joe lavorava anche come agente di polizia nel Bronx.
Joe collaborò anche con altri editori (per esempio DC Comics, Innovation Comics, Harris Comics, Wildstorm Comics, Crusade Comics) e varie agenzie pubblicitarie.
Per esempio, firmò i disegni della campagna Royal Rumbles and Wrestlemania VII del 1991-1992 per la World Wrestling Federation, illustrò una storia di Lara Croft, realizzò diverse copertine per The Oz/Wondrland Chronicles, Vampirella e Sheena. Sono anche famose le trading cards da lui create, fra cui le Marvel Masterpieces Trading Cards, che nel 1992 vinsero numerosi premi, e le 125 Art of Edgar Rice Burroughs trading cards del 1995.

## Pubblicazioni
- Joe Jusko's Art of Edgar Rice Burroughs, 128 pagine, Friedlander Publishing Group (FPG), luglio 1996. ISBN 1-887569-14-6
- Nel novembre 2007 è stato pubblicato il volume The Art of Joe Jusko, 200 pagine, Desperado Publishing, che comprende anche materiale fino ad allora inedito. ISBN 0-9795939-7-2